# Gustav Wagner
Gustav Franz Wagner (Wenen, 18 juli 1911 - São Paulo, 3 oktober 1980) was een Oostenrijkse SS-onderofficier en plaatsvervangend commandant van het vernietigingskamp Sobibór in Polen, waar meer dan tweehonderdduizend mensen als gevolg van de Aktion Reinhard in de gaskamers werden vermoord. Ongeveer 33000 van hen waren Nederlander.
Na de Tweede Wereldoorlog werd hij bij verstek op de Processen van Neurenberg ter dood veroordeeld. Hij vluchtte samen met Franz Stangl naar Brazilië. Hij leefde daar van 12 april 1950 tot zijn arrestatie op 30 mei 1978 onder de schuilnaam Günther Mendel. Na zijn ontmaskering deed hij verschillende zelfmoordpogingen.
Zijn uitlevering werd door Brazilië lange tijd tegengehouden. In 1979 verklaarde hij in een interview met de BBC dat hij geen spijt had van zijn misdaden. Gustav Wagner stierf in 1980 op 69-jarige leeftijd een gewelddadige dood, naar het schijnt door zelfmoord. Dit laatste is overigens nooit bewezen. Het mes waardoor hij om het leven kwam zat op een dusdanige positie dat zelfmoord niet de oorzaak zou kunnen zijn. Een dader is echter nooit gevonden.

## Lidmaatschapsnummers
- NSDAP-nr.: 443 217
- SS-nr.: 276 962

## Onderscheiding
- IJzeren Kruis 1939